# Benkara
Benkara là một chi thực vật có hoa trong họ Thiến thảo (Rubiaceae).

## Loài
Chi Benkara gồm các loài: